# Вернер Зомбарт
Вернер Зомбарт (Ермслебен, 19. јануар 1863 – 18. мај 1941) био је немачки економиста и социолог, члан Најмлађе Историјске Школе и један од водећих социјалних научника Континенталне Европе током прве четвртине 20. века.

## Живот и рад

### Рана каријера, социологија и економија
Вернер Зомбарт је рођен у Ермслебену, као син Антона Лудвига Зомбарта, богатог либералног политичара, индустријалисте и поседника некретнина. Студирао је право и економију на универзитету у Пизи, Белину и Риму. Добио је докторат од Берлина 1888. године, под дирекцијом тадашњих најистакнутијих немачких економиста, Густава Фон Шмолера и Адолфа Вогнера.
Као економиста, а посебно као социјални активиста, Зомбарт је тада виђен као радикална левица и после практичног рада где је био главни адвокат бременске трговачке палате, добио је само јуниорско место професора на универзитету у Вроцлаву. Иако су факултети на еминентним универзитетима као што су они у Хајделбергу и Фрајбургу, хтели да он ради за њих, одговарајуће владе су то браниле. Зомбарт је у то време био значајана присталица марксизма, неко ко је користио и тумачио Карл Маркса толико да је Фридрих Енгелс рекао да је он једини немачки професор који разуме Капитал. Зомбарт је себе називао убеђеним Марксистом, али је касније написао Морало се на крају признати да је Маркс правио грешке на многим значајним местима.
Као један од немачких академика који се бавио савременом социјалном политиком, Зомбарт се такође придружио Удружењу за социјалну политику око 1888. године, заједно са својим пријатељем и колегом Максом Вебером. То је тада било ново струковно удружење немачких економиста повезаних са Историјском школом, које је видело улогу економије, пре свега, у проналажењу решења за социјалне проблеме у одређеном животном добу.
Зомбарт није био први социолог који је посветио целу књигу концепту друштвени покрет. Он је то учинио у својој књизи Социјализам и друштвени покрет   која је објављена 1896. године. Његово разумевање друштвених покрета је било инспирисано Карлом Марксом и књигом Лоренз Вон Стеина. За њега, раднички покрет који је био у успону, био је резултат контрадикција капитализма. Ситуација са пролетаријатом је створила "љубав према маси", која је заједно са тенденцијом према "комунистичком начину живота" у друштвеној производњи, била примарна карактеристика друштвеног покрета.
Године 1902, његов Модерни капитализам  , појавио се у два издања (проширио рад 1916. године, и додао трећину у издање из 1927. године; сва три издања су затим подељена у полуфиналну количину која је била за укупно шест књига). Оне су садршале систематичку историју економије и економског развоја кроз векове и у великој мери рад Историјске Школе. Прва књига се бави транзицијом од феудалног друштва до капитализма, а последња књига третира услове у 20. веку. Развој капитализма је подељен у три фазе:
- Рани капитализам   завршава се пре индустријске револуције;
- Високи капитализам   са почетком око 1760. године;
- Касни капитализам  , почетак - Други светски рат

Иако је Неокласична политичка економија донела економисте који су га омаловажавали, и био је много критикован у одређеним сферама, Модерни капитализам је и данас са важним последицама за, на пример,  Анналес школу (Фернан Бродел).
Године 1903. Зомбарт је прихватио позицију уредника у Архиви за социјалну економију и политику, где је радио са својим колегама Едгар Јаффеом и Макс Вебером.
Године 1906. Зомбарт је прихватио позив за сталног професора у Берлинској школи за трговину, инфериорне институције у Вроцлаву. Такође, у 1906. се појавила његова књига  Зашто нема социјализма у Сједињеним Америчким Државама? .
Зомбарт је 1911. године написао књигу, Јевреји и модеран капитализам , која представља додатак историјском проучавању Макса Вебера између протестантизма (посебно калвинизма) и капитализма, са Зомбартовим документовањем јеврејског укључивања у историјски капиталистички развој. Он је тврдио да јеврејски трговци и произвођачи, искључени из еснафа, развијају карактеристичну антипатију према основама средњовековне коморе, коју су видели као примитивну и непрогресивну: жеља за правичним системом у којем су акције на тржишту договорене и непроменљиве; профит и средства за живот скромни, али гарантовани; и ограничења у производњи. Искључени из система, Зомбарт тврди, Јевреји га замењују за модеран капитализам, у којем је конкуренција неограничена и једини закон је задовољити купца. Пол Џонсон (писац), који сматра да је рад "изванредна књига", напомиње да је Зомбарт изоставио неке неугодне истине и игнорисао моћне мистичне елементе јудаизма. Зомбарт је одбио да призна, као што је и Вебер радио, где год да су ови религијски системи, укључујући и јудаизам, били, трговина није цветала. Јеврејски бизнисмени, као на пример, Калвинисти , су имали тенденцију да раде и буду најуспешнији тек онда када напусте своје традиционално верско окружење и пређу на “свежије пашњаке“.
У својој еклектичној књизи из 1913. године Суштина капитализма , Зомбарт је настојао да обезбеди психолошки и социолошки портрет савременог бизнисмена и да објасни порекло капиталистичког духа.
У раду објављеном 1915. године, "рат књига" под називом Хандлер и Хелден Зомбарт је поздравио "немачки рат" као "неизбежан сукоб између енглеске комерцијалне цивилизације и културе херојске Немачке". У овој књизи, према Фридрих Хајеку, Зомбарт открива неограничен презир према "комерцијалним ставовима енглеског народа" који су изгубили све ратоборне инстинкте, као и презир према "универзалним тежњама за срећу појединца". За Зомбарта, у овом раду, највиши идеал је "немачка идеја државе" како су га је формулисали Фихте, Ласале и Родбертус, држава није ни основана ни формирана од стране појединаца, нити скупа појединаца, нити је његова сврха да служи било какве интересе појединаца. То је заједница људи у којој појединац нема права, већ само обавезе. Идеје из 1789.- слобода, једнакост, братство - су карактеристични комерцијални идеали који немају ниједну другу сврху осим да обезбеде одређене предности за појединце. Зомбарт даље тврди да је рат помогао Немцима да поново открију своју "славну херојску прошлост као ратног народа"; да су све привредне активности подређене у војне сврхе; и да је сматрање рата као нехумано и бесмислено производ комерцијалних ставова. Постоји живот већи од индивидуалног живота, живота људи и живота државе, а то је сврха појединца да се жртвује за тај виши живот. Рат против Енглеске је стога и рат против супротног идеала - комерцијалног идеала индивидуалне слободе.

### Даљи ток његове каријере и социологија
Године 1917, Зомбарт је постао професор на Хумболтовом универзитету, тада најмоћнијем универзитету у Европи, ако не и у свету, наследивши његовог ментора Адолф Вагнера. У том периоду он је био један од најпознатијих живих социолога, више истакнут савременик него чак и његов пријатељ Макс Вебер. Зомбартово инсистирање на социологији као делу хуманистичке науке, нужно зато што се бавила људским бићима и стога је било обавезно унутрашње, саосећајно разумевање, а не спољашње, објективно разумевање. - постало је веома непопуларано и током његовог живота. То је виђено као супротно од друштвених наука, у традицији Огиста Конта, Емил Диркема, и Макс Вебера, (мада је ово неспоразум, јер је Вебер у великој мери делио Зомбартове погледе на ове ствари) - што је било модерно у то време и више или мање остало тако до дан данас. Зомбартови кључни социолошки есеји су сакупљени у његовом раду из 1956. године Noo-Социологија   .

### Касна каријера и национални социјализам
У току Вајмарске републике, Зомбарт је нагињао ка национализму, а о његовом односу према нацизму се расправља и дан данас.
Године 1934. објавио је Немачки социјализам   у коме је тврдио да је "нови дух" почео да влада људском расом. Доба капитализма и пролетерског социјализма је било готово, и "немачки социјализам" заузима њихово место. Овај немачки социјализам ставља "добробит целог изнад добробити појединца". Нови правни систем ће се заснивати на томе да су "појединци без икаквих права, већ само са обавезама " и да " држава никада не треба проценити физичка лица као појединачна, већ само као групу која представља ова лица ". Немачки социјализам је био у пратњи националног духа  . Антитеза немачког духа је јеврејски дух, али не због тога што су рођени као Јевреји или веровањем у јудаизам, већ због присуства капиталистичког духа код њих.. Енглези поседују капиталистички дух и главни задатак Немаца и националног социјализма је да униште тај Јеврејски дух.
Међутим, његова књига из 1938, која је антрополошка, Од људи  , јасно је против нациста, и заиста је била спречена у публикацији и дистрибуцији од стране нациста. У свом односу према нацистима, он се често пореди са Мартин Хајдегером као и његов млађи пријатељ и колега Карл Шмит, али је јасно да, док су ова друга двојица покушавала да буду авангардни мислиоци за Трећи рајх, Зомбарт је увек био много више амбивалентан. Он је имао много, заиста више него што је то било типично, јеврејских ученика, од којих је већина после рата о њему милсила прилично позитивно, иако је јасно да није био никакав херој покрета отпора.

### Наслеђе
Зомбартово наслеђе је данас тешко утврдити, јер је национал-социјалистичка асоцијација учинила поновну процену тешком. Као што је наведено у економској историји, његов "модерни капитализам" се сматра као прекретница и инспирација, иако су многи детаљи доведени у питање. Као Вебер, Зомбарт ставља систем двојног књиговодства као важну компоненту модерног капитализма. Он је у "Средњевековним и модерним комерцијалним предузећима" написао да је "Сам концепт Капитал-а изведен из обичног начина гледања на ствари; може се рећи да капитал, као категорија, није постојао пре двојног књиговодства. Може се дефинисати као количина богатства која се користи у прављењу профита и која стиже на рачуне. Он је такође сковао термин и концепт креативне деструкције који је кључни састојак Јозеф Шумпетерове теорије иновација. У социологији, његова социолошка теорија увек је сматрана чудном и данас је више филозофских социолога и културолога који, заједно са непрослављеним економистима, користе његов рад. Зомбарт је одувек био веома популаран у Јапану.
Један од разлога зашто он није био признат у САД је и то што већина његових радова није била дуго времена превођена на енглески језик - упркос његовој класичној студији о томе зашто не постоји социјализам у Америци.
Међутим, у последњих неколико година социолози су показали интерес за Зомбартов рад.

### Зомбартови радови
- Sombart, Werner (1905) [1896]: Sozialismus und soziale Bewegung. Jena: Verlag von Gustav Fischer. English translation: Socialism and the Social Movement in the 19th Century, New York: G.P. Putnam’s Sons, 1898.
- Sombart, Werner (1906): Das Proletariat. Bilder und Studien. Die Gesellschaft, vol. 1. Berlin: Rütten & Loening.
- Sombart, Werner (1906): Warum gibt es in den Vereinigten Staaten keinen Sozialismus? Tübingen: Mohr. Several English translations, incl. (1976): Why is there No Socialism in the United States. New York: Sharpe.
- Sombart, Werner (1911): Die Juden und das Wirtschaftsleben. Leipzig: Duncker. Translated into English: The Jews and Modern Capitalism., Batoche Books, Kitchener, 2001.
- Sombart, Werner: Der moderne Kapitalismus. Historisch-systematische Darstellung des gesamteuropäischen Wirtschaftslebens von seinen Anfängen bis zur Gegenwart. Final edn. 1928, repr. 1969, paperback edn. (3 vols. in 6): 1987 Munich: dtv. (Also in Spanish; no English translation yet.)
- Sombart, Werner (1913): Krieg und Kapitalismus. München: Duncker & Humblot, 1913.
- Sombart, Werner (1913): Der Bourgeois. München und Leipzig: Duncker & Humblot, 1913.
- Sombart, Werner (1913): Luxus und Kapitalismus. München: Duncker & Humblot, 1922. English translation: Luxury and capitalism. Ann Arbor: University of Michigan Press.
- Sombart, Werner (1915): Händler und Helden. München: Duncker & Humblot. 1915.
- Sombart, Werner (1934): Deutscher Sozialismus. Charlottenburg: Buchholz & Weisswange. English translation (1937, 1969): A New Social Philosophy. New York: Greenwood.
- Sombart, Werner (1938): Vom Menschen. Versuch einer geisteswissenschaftlichen Anthropologie. Berlin: Duncker & Humblot.
- Sombart, Werner (1956): Noo-Soziologie. Berlin: Duncker & Humblot.
- Sombart, Werner (2001): Economic Life in the Modern Age. Reiner Grundmann, eds. New Brunswick: Transaction. (New English translations of key articles and chapters by Sombart, including (1906) in full and the segment defining Capitalism from (1916))